# Hugo Coveliers

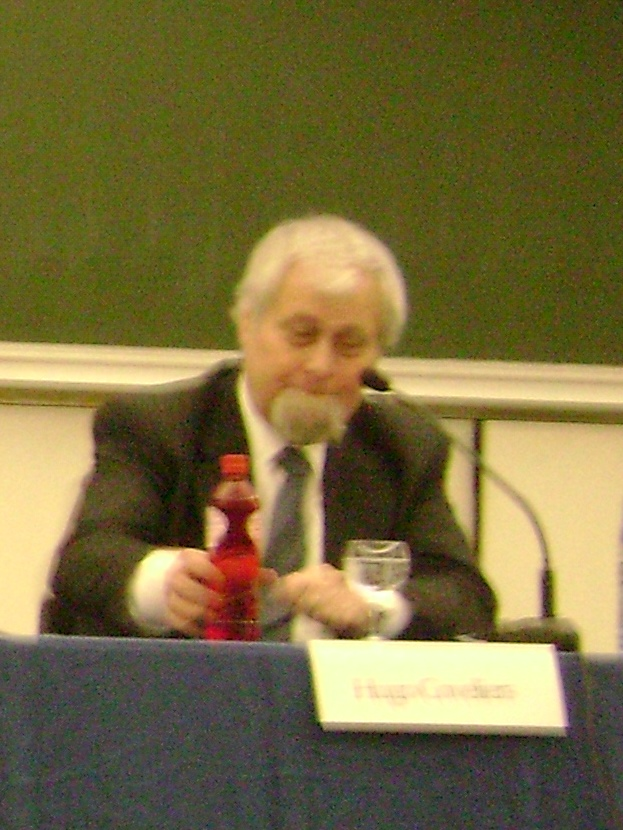
Coveliers (2010)

Hugo Coveliers (* 21. Februar 1947 in Schelle, Belgien) ist ein  belgischer Politiker und Rechtsanwalt. Er war Mitglied der belgischen Abgeordnetenkammer von 1985 bis 1995 sowie von 1999 bis 2003. Von 2003 bis 2010 war er Senator.

## Leben
Coveliers begann seine politische Karriere in der Volksunie, wechselte aber im Jahre 1992 zur Partei Vlaamse Liberalen en Democraten (VLD). Innerhalb der VLD trat er für eine Zusammenarbeit mit der Partei Vlaams Belang ein.
2004 gründete Coveliers mit anderen die Antwerpener Sektion der flämischen liberalen Denkfabrik Nova Civitas.
Eine Auseinandersetzung mit dem Parteichef der VLD Karel de Gucht führte im Februar 2005 zu seinem Parteiausschluss. Im Herbst 2005 gründete er die Partei VLOTT, die mit Vlaams Belang zusammenarbeitet.